# Jean de Fiennes
Jean de Fiennes es una escultura del artista francés Auguste Rodin, concebida entre los años de 1885 y 1886. Junto con Eustache de Saint-Pierre, Pierre de Wiessant, Jacques de Wiessant, Jean d´Aire y Andrieu d'Andres, forma parte del conjunto escultórico de Los burgueses de Calais, el cual fue encargado a Rodin en 1885, e inaugurado en 1895 en la ciudad del acontecimiento histórico.

## Obra y proceso
Como parte del proceso usado por Rodin en sus esculturas, inició realizando una maqueta de todas las figuras que compondrían Los burgueses de Calais, para posteriormente trabajar cada una de las piezas de forma individual con el fin de lograr capturar emociones y un carácter individual en cada una de las esculturas.
En el caso de Jean de Fiennes, inició con un modelo completamente desnudo con el fin de estudiar las proporciones del cuerpo; en este trabajó en dos posturas, una con los brazos tensos y puños cerrados frente a su cuerpo, y un segundo con los brazos abiertos y a sus costados, igual que sus manos que están levemente abiertas, siendo este el más conocido de los modelos al desnudo de esta pieza.
En una segunda maqueta se puede ver a la figura con el torso desnudo con sus brazos extendidos y sus palmas hacia arriba; de sus antebrazos se sostiene una camisa que cubre la parte inferior de su cuerpo hasta los pies. Su rostro se encuentra de perfil mirando hacia su lado izquierdo.
En un tercer estudio se ve a Jean Fiennes totalmente cubierto por una túnica a excepción de su pie izquierdo que está levemente apoyado sobre una base. Sobre su cabeza se muestra con más cabello aunque un tanto alborotado. Lo que resalta en este estudio es el hecho de que no tiene brazos, pero hay un mayor tratamiento en las facciones del rostro, la cual, incluso en el modelo final, es un claro mensaje de las emociones que el personaje pudo hacer sentido al conocer su destino.
En la escultura que se encuentra colocada en el monumento, no cambió la postura de los brazos extendidos que se observa desde la primera maqueta al desnudo, pero la figura ya se observa totalmente vestida con una camisola hasta los tobillos. Sin embargo, su cabeza se encuentra esculpida con más cabello, puesto que para Rodin Jean de Fiennes fue el más joven de los burgueses de Calais. Dentro de las esculturas del monumento, la de Jean Fiennes es la que mayor cantidad de cambios presenta en comparación de sus estudios preliminares.

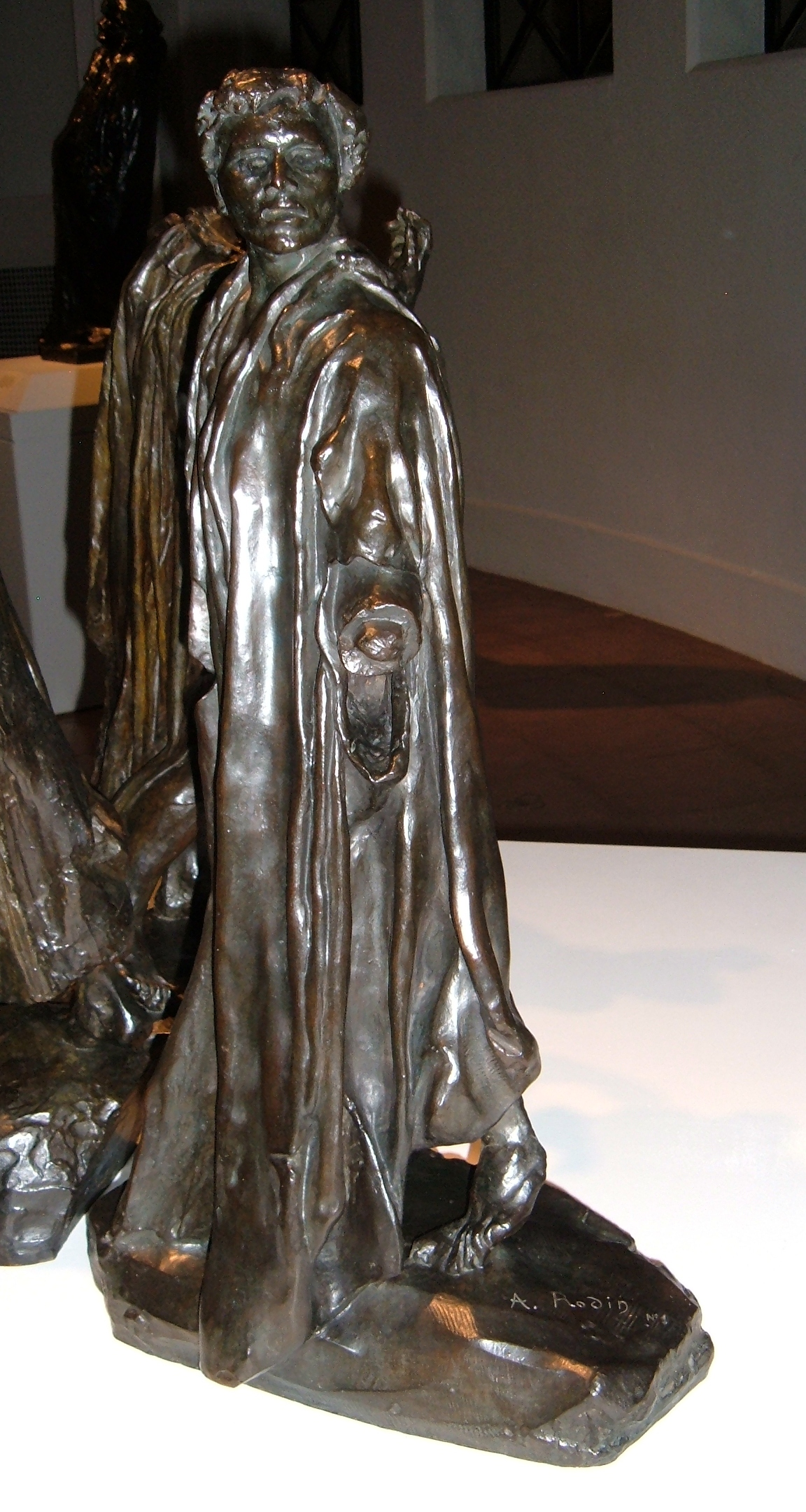
Tercer estudio
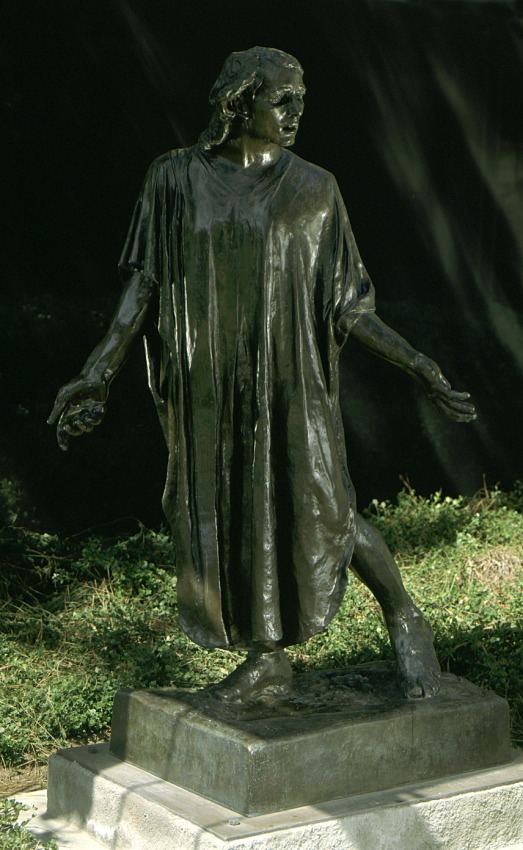
Modelo usado en los burgueses de Calais

## Jean de Fiennes
Jean de Fiennes se desempeñaba como capitán de la ciudad portuaria de Calais en el norte de Francia. Tras el asedio del rey Eduardo III de Inglaterra fue uno de los seis hombres notables que decidieron presentarse ante el monarca inglés y entregar las llaves de la ciudad a cambio de que no dejase morir a los habitantes de la ciudad. Tras la intercesión de la reina consorte Felipa de Henao, le fue perdonada la vida junto con el resto de los burgueses.
Su identificación dentro del suceso histórico fue posterior, gracias a otros documentos históricos de la época, debido a que su nombre no fue registrado en las crónicas de Jean Froissart que narran la Guerra de los Cien Años. 